# 트라이엄프 모터사이클

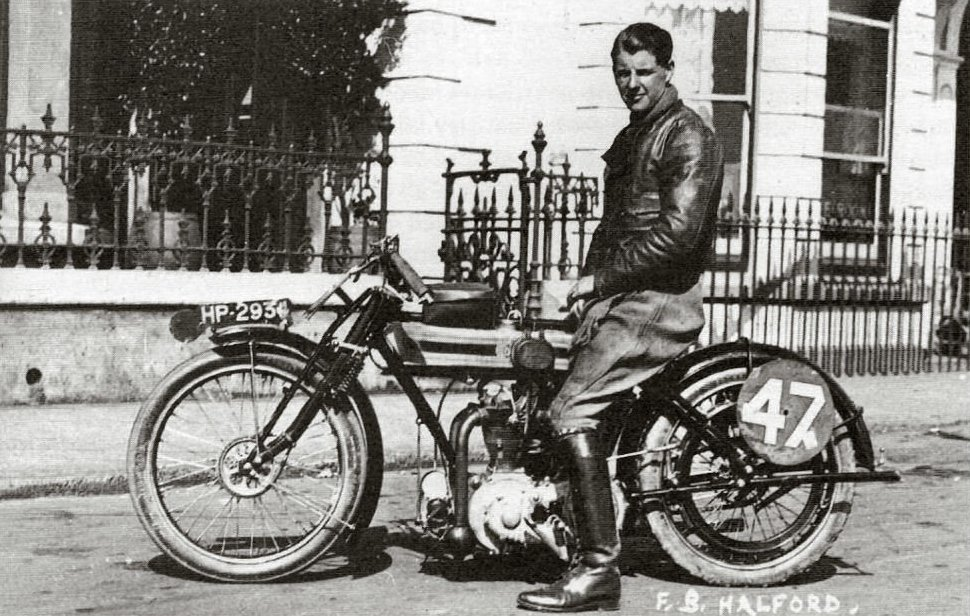

트라이엄프 모터사이클스(Triumph Motorcycles)는 1984년에 존 블로어가 설립한 영국의 모터사이클 제조회사다.

## 같이 보기
- 트라이엄프 모터 컴퍼니